# محوطه دشتن سیاخلک بی
محوطه دشتن B سیاخلک مربوط به دوران‌های تاریخی پس از اسلام است و در شهرستان املش، بخش رانکوه، روستای سیاخلک واقع شده و این اثر در تاریخ ۲ بهمن ۱۳۸۲ با شمارهٔ ثبت ۱۰۷۰۷ به‌عنوان یکی از آثار ملی ایران به ثبت رسیده است.